# Jacquemontia holosericea
Jacquemontia holosericea là một loài thực vật có hoa trong họ Bìm bìm. Loài này được (Weinm.) O'Donell mô tả khoa học đầu tiên năm 1953.

## Hình ảnh

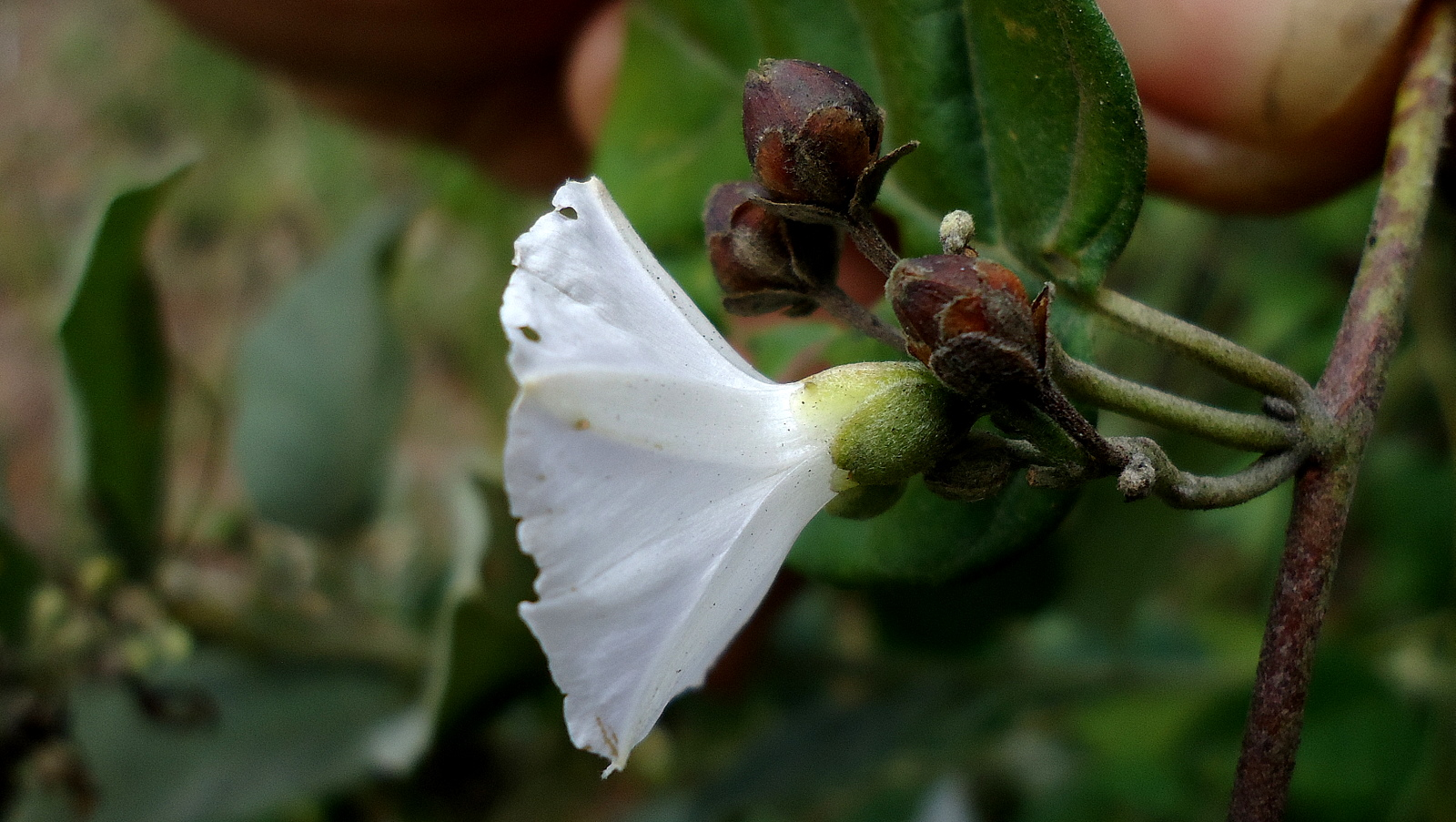
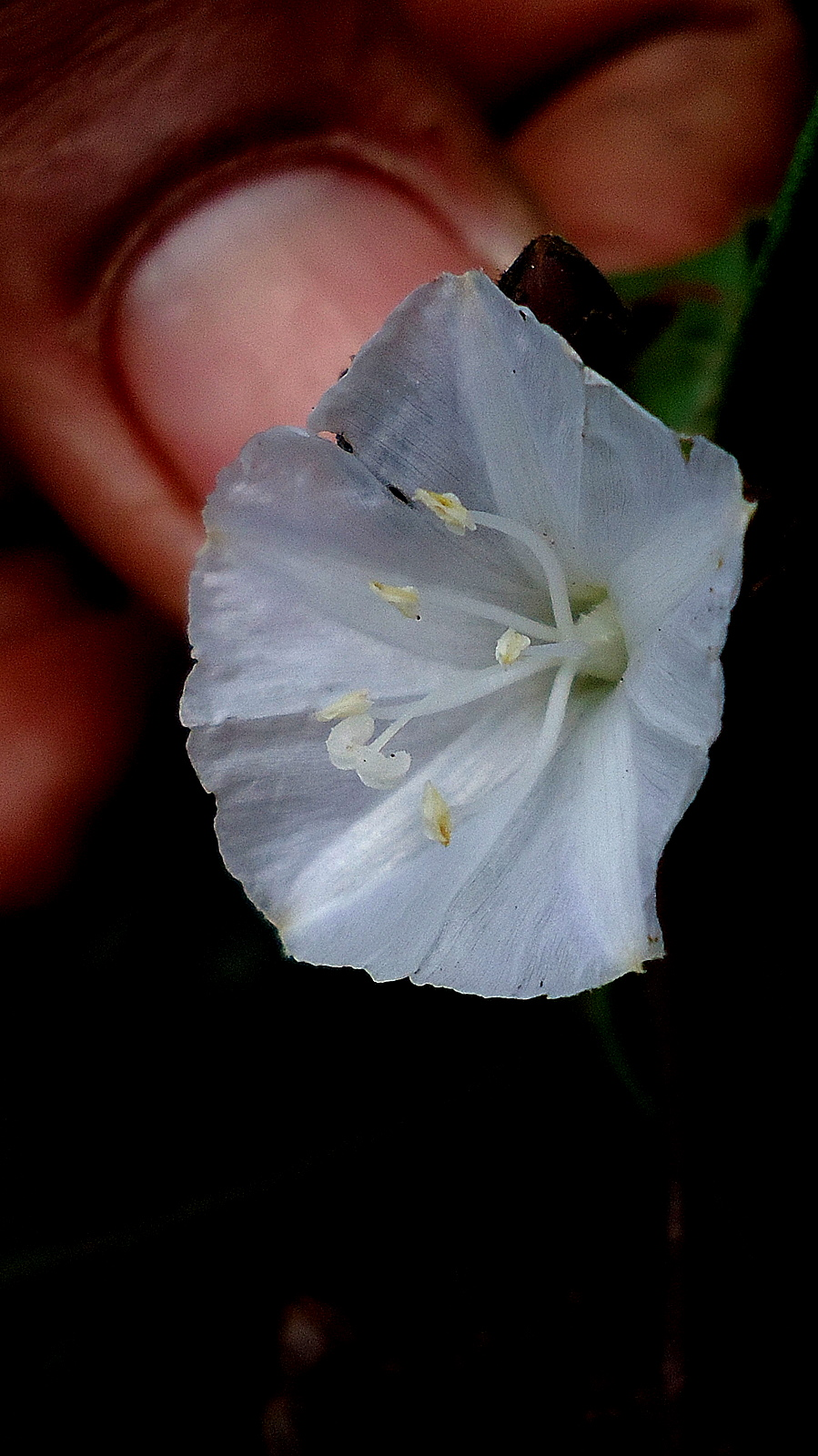
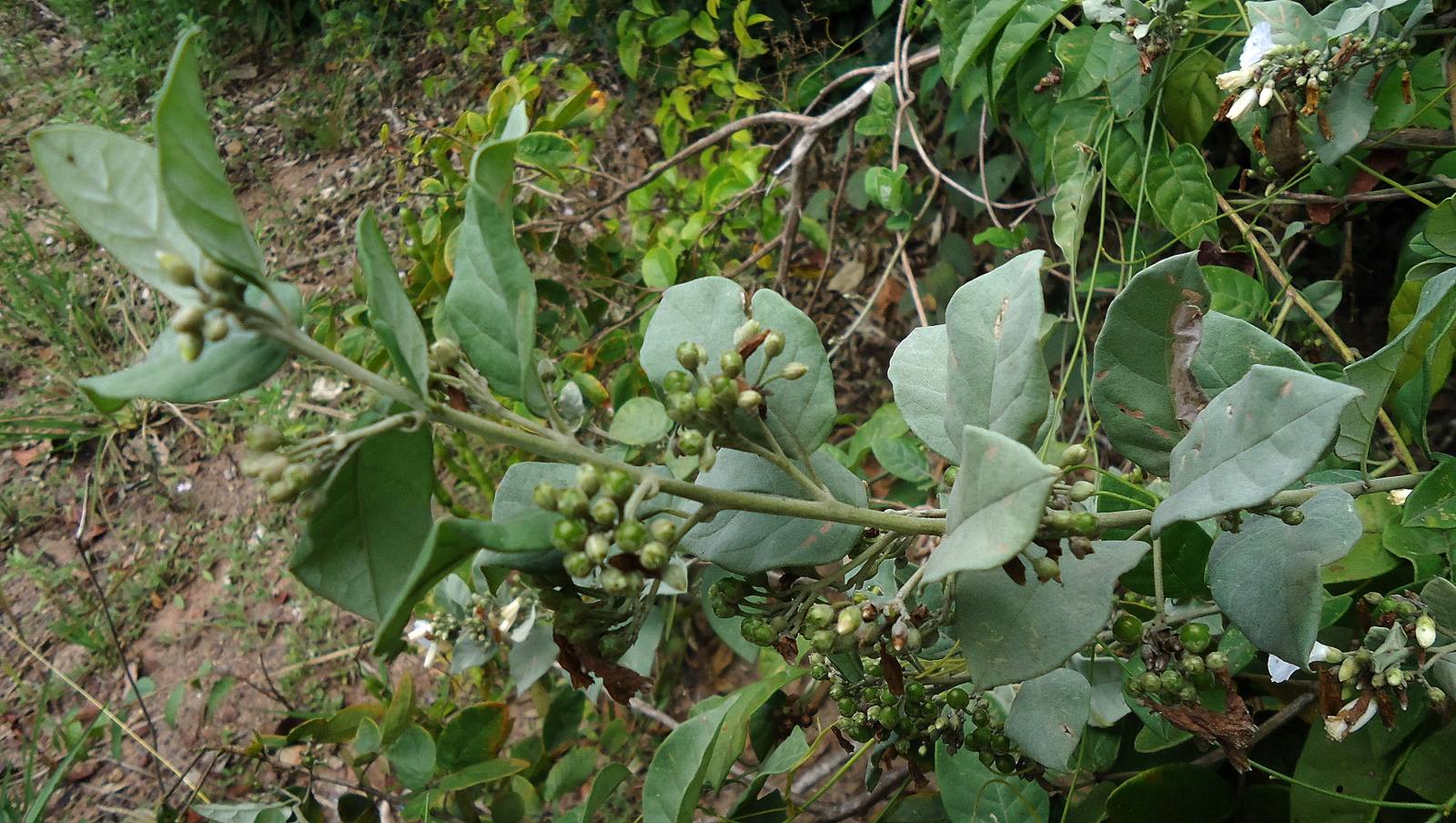
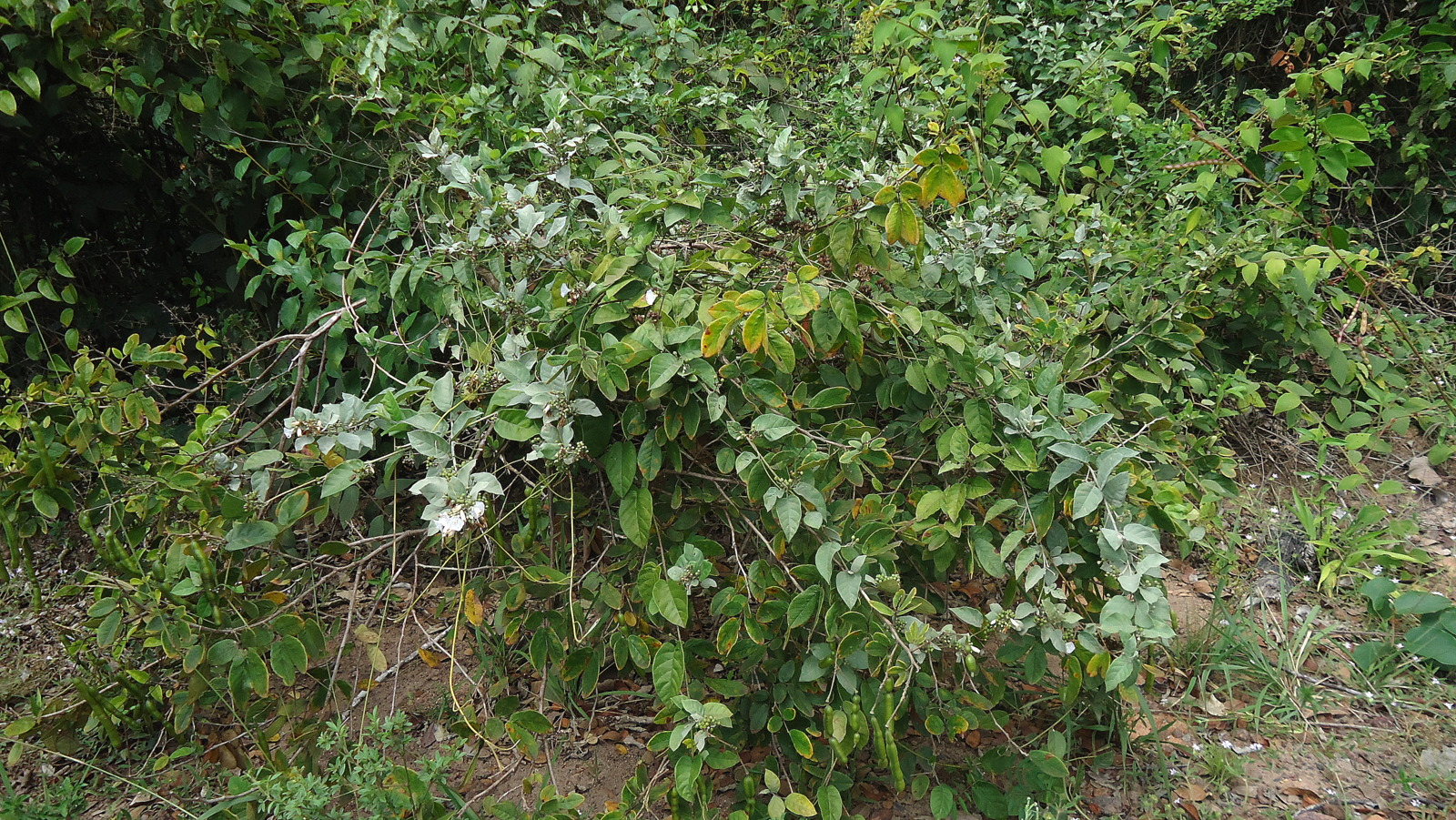